# Sadie Sink
Sadie Sink (Brenham, 16 april 2002) is een Amerikaans actrice die bekend is door haar rol als Max Mayfield in de Netflixserie Stranger Things.

## Leven en carrière
Sadie Sink werd geboren in Brenham, Texas. Ze heeft drie oudere broers en een jongere zus.
Op zevenjarige leeftijd speelde Sink met haar broer veelvuldig de Disney-televisieserie High School Musical na. Hierop besloot haar moeder haar acteerlessen te laten volgen in Houston. Op elfjarige leeftijd deed ze auditie voor de Broadway-musical Annie. Om zich voor te bereiden op de rol, nam ze dans- en zangles. Aanvankelijk kreeg ze de rol van een van de weeskinderen. Na het vertrek van de hoofdrolspeelster Lilla Crawford kreeg ze in 2013, samen met Taylor Richardson, de titelrol.  Verder speelde ze dat jaar in de Emmy-winnende serie The Americans.
In 2015 speelde Sadie Sink met Helen Mirren in The Audience op Broadway, als de jonge Queen Elizabeth II. Ze had in 2016 ook een kleine rol in Chuck. In 2019 speelde Sadie Sink de rol van Haley in de horrorfilm Eli. Charlie Shotwell had de hoofdrol.
Sinds 2017 speelt Sink de rol van Max Mayfield, een van de hoofdpersonages in Stranger Things.

## Rollen

### Film
| Jaar | Titel                        | Rol                             | Opmerkingen               |
| ---- | ---------------------------- | ------------------------------- | ------------------------- |
| 2016 | Chuck                        | Kimberley                       |                           |
| 2017 | The Glass Castle             | Jonge Lori Walls                |                           |
| 2018 | Dominion                     | Vertelster                      | Documentaire              |
| 2019 | Eli                          | Haley                           |                           |
| 2021 | Fear Street Part Two: 1978   | Ziggy Berman                    |                           |
| 2021 | Fear Street Part Three: 1666 | Constance Berman / Ziggy Berman |                           |
| 2021 | All Too Well: The Short Film | Her                             | Kortfilm van Taylor Swift |
| 2022 | The Whale                    | Ellie                           |                           |
| 2022 | Dear Zoe                     | Tess DeNunzio                   | postproductie             |

### Televisie
| Jaar       | Titel                     | Rol                   | Opmerkingen                                |
| ---------- | ------------------------- | --------------------- | ------------------------------------------ |
| 2013       | The Americans             | Lana                  | aflevering: "Mutually Assured Destruction" |
| 2014       | Blue Bloods               | Daisy Carpenter       | aflevering: "Insult to Injury"             |
| 2015       | American Odyssey          | Suzanne Ballard       | hoofdrol; 11 afleveringen                  |
| 2016       | Unbreakable Kimmy Schmidt | Tween Girl            | aflevering: "Kimmy Sees a Sunset!"         |
| 2017-heden | Stranger Things           | Maxine "Max" Mayfield | hoofdrol; 25 afleveringen                  |

## Musical
| Jaar | Titel        | Rol                      | Notities |
| ---- | ------------ | ------------------------ | -------- |
| 2012 | Annie        | Annie                    |          |
| 2015 | The Audience | Jonge Queen Elizabeth II |          |

## Prijzen en nominaties
| Jaar | Prijs                      | Categorie                                                                                    | Genomineerd werd           | uitslag     |
| ---- | -------------------------- | -------------------------------------------------------------------------------------------- | -------------------------- | ----------- |
| 2018 | Screen Actors Guild Awards | Outstanding Performance by an Ensemble in a Drama Series                                     | Stranger Things            | Genomineerd |
| 2018 | MTV Movie & TV Awards      | Best On-Screen Team (with Gaten Matarazzo, Finn Wolfhard, Caleb McLaughlin and Noah Schnapp) | Stranger Things            | Genomineerd |
| 2020 | Screen Actors Guild Awards | Outstanding Performance by an Ensemble in a Drama Series                                     | Stranger Things            | Genomineerd |
| 2022 | MTV Movie & TV Awards      | Most Frightened Performance                                                                  | Fear Street: Part Two 1978 | Genomineerd |